# Anglo-Dutch Offshore Concrete
Anglo-Dutch Offshore Concrete (Andoc) was een Brits-Nederlands consortium voor de bouw van betonnen platforms. Het werd in 1973 opgericht door de Nederlandse Adriaan Volker, Bos Kalis, Stevin en HBG met elk 20%, en de Britse Balfour Beatty en Tarmac Construction met elk 10%. Er waren hooggespannen verwachtingen voor de aantallen te bouwen platforms voor de net ontdekte Noordzee-olievelden.
Het ontwerp voor een betonnen gravity-based structure leek sterk op die van het Franse Sea Tank. In 1976 werd op de Maasvlakte het betonnen deel van het ontwerp voltooid voor het Dunlin-veld van Shell, Dunlin A. Dit werd in juli 1976 voor afbouw naar Digernessundet bij Stord in Noorwegen gebracht door de sleepboten Smit London, de Poolzee, Rode Zee, Atlantic, Witte Zee en Wotan. Daar werd het afgebouwd door Aker bij de werf Aker Stord. Het project werd in 1977 voltooid met een flink verlies doordat de bouwkosten aanmerkelijk hoger lagen dan geraamd.
Offshore Supplies Office (OSO) was een Britse overheidsinstelling die de nationale offshoreindustrie moest ondersteunen en op verzoek van deze instantie voegde Fairclough zich bij het consortium. OSO liet in 1976 bij Portavadie aan Loch Fyne de Sea Platform Construction-werf bouwen voor Andoc en met steun van de Britse overheid bouwde Andoc in 1977 30 kilometer zuidoostelijker bij Hunterston aan de Firth of Clyde nog een werf.
In 1978 waren er echter nog geen nieuwe orders binnen gekomen en trok Andoc zich terug uit Hunterston en Portavadie. Ook voor andere ontwerpen van Andoc, zoals de Seabed Prefabricated Oil Tank (Seapot) en de Oildoc Monotower was geen belangstelling.